# Коханский, Адам
Адам Коха́нский (пол. Adam-Adamandy Kochański; (1631, Добржин — 1700, Теплице) — польский математик XVII века.
В молодости вступил в орден иезуитов. В 1650-1670-х годах преподавал математику во многих городах Европы (Майнце, Флоренции, Оломоуце, Праге), с 1677 года некоторое время служил в обсерватории в Бреслау (Вроцлаве). После возвращения на родину в 1680—1685 годах был профессором в Варшаве. В 1684 году совместно с астрономом Я. Гевелием сконструировал массивные и богато украшенные солнечные часы, помещённые на стене королевского Вилянувского дворца. С 1691 года стал придворным математиком короля Яна III, также библиотекарем в Вилянувском дворце.
Опубликовал: «Analecta mathematica sive theoreses mechanicae de natura machinarum fundamentalium» (Вюрцбург, 1661); «Mirabilia chronomatica» (1682); «Consideratio speciminis libri de momentis gravium authore J. Lucensi» (в «Acta eruditorum», Лпц., 1685); «Considerationes quaedam circa quadrata et cubos magicos» (Лпц., 1686).